# Ephormotris cataclystalis
Ephormotris cataclystalis là một loài bướm đêm trong họ Crambidae.